# San Carlos (Nicaragua)
San Carlos és una ciutat de Nicaragua, capital del Departament de Río San Juan.
Està situada a uns 290 km de Managua, en la confluència del Llac de Nicaragua i el Riu San Juan. Les illes de Solentiname formen part del municipi, que té una extensió total de 1.462 km².
Segons el cens de 2005 la seva població és de 13.500 habitants.

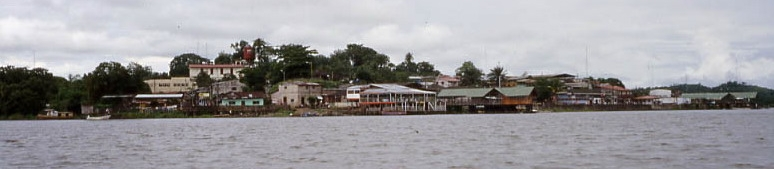
Vista de San Carlos des del Llac de Nicaragua.

## Ciutats agermanades
La ciutat té acords de cooperació i agermanament amb diverses ciutats:
- Albacete (Espanya)
- Badalona (Catalunya)[1]
- Bolonya (Itàlia)
- Erlangen (Alemanya)
- Groningen (Països Baixos)
- Linz (Àustria)
- Nuremberg (Alemanya)
- Witten (Alemanya)